# فرودگاه ریچارد لوی جونز
 فرودگاه ریچارد لوی جونز (به انگلیسی: Richard Lloyd Jones Jr. Airport) یک فرودگاه همگانی بهره‌برداری هوایی با کد یاتا RVS است که یک باند فرود آسفالت دارد و طول باند آن ۱۵۵۵ متر است. این فرودگاه در کشور ایالات متحده آمریکا قرار دارد و در ارتفاع ۱۹۴٫۵ متری از سطح دریا واقع شده است.